# Inno a Oberdan
L'Inno a Oberdan fu composto a Trieste a seguito dell'esecuzione dell'irredentista triestino Guglielmo Oberdan, protagonista di un fallito attentato all’imperatore Francesco Giuseppe d’Asburgo (Franz). Le strofe della canzone inneggiano alla morte dell’imperatore austro-ungarico.
La versione che conosciamo fu raccolta da Cesare Bermani a Novara, secondo la testimonianza di un uomo che l'aveva ascoltata dai fanti durante la presa di Gorizia nell'agosto del  1916. La canzone venne ripresa dalla Repubblica Sociale Italiana come inno contro il Re e Badoglio, cambiandone il testo. Fu anche utilizzata dalle formazioni partigiane come "Portiamo l'Italia nel cuore".

## Testo
Morte a Franz, viva Oberdan!

Le bombe, le bombe all'Orsini,

il pugnale, il pugnale alla mano;

a morte l'austriaco sovrano,

noi vogliamo la libertà.

Morte a Franz, viva Oberdan! 

Morte a Franz, viva Oberdan!

Vogliamo formare una lapide

di pietra garibaldina;

a morte l'austriaca gallina,

noi vogliamo la libertà.

Morte a Franz, viva Oberdan!

Morte a Franz, viva Oberdan!

Vogliamo spezzar sotto i piedi

l'odiata austriaca catena;

a morte gli Asburgo Lorena,

noi vogliamo la libertà.

Morte a Franz, viva Oberdan!

Morte a Franz, viva Oberdan!

Morte a Franz, viva Oberdan!»

## Incisioni discografiche
- Milva nell'album Canti della libertà (1965) ed in seguito nel 45 giri Inno a Oberdan/Addio Lugano bella  (Addio a Lugano) - Fonit Cetra, SP 1378 - 1968
- I Gufi nell'album I Gufi cantano due secoli di Resistenza (1965)
- Les Anarchistes nell'album La musica nelle strade! (2005)